# Michael Greenburg
Michael Greenburg (né le 29 avril 1951  à Scarsdale, États-Unis) est un scénariste, producteur et réalisateur de télévision américain.

## Biographie
Sa carrière de producteur se résume essentiellement à des séries ou téléfilms pour la télévision américaine notamment MacGyver, Stargate SG-1. Il est le producteur exécutif du film Allan Quatermain et la Cité de l'or perdu.
Il épouse en 1984 l'actrice Sharon Stone.